# Jacobin América Latina
Jacobin América Latina es la versión en español de Jacobin, revista trimestral socialista estadounidense con sede en Nueva York.
Fue lanzada a mediados de 2020 como página web y publicación impresa. Hasta el momento, cuenta con cuatro ediciones en papel: Capitalismo en cuarentena (#1), El laberinto latinoamericano (#2), La catástrofe ecológica inminente y los medios para combatirla (#3) y ¿Adiós al proletariado? (#4).

## Colaboradores
Entre los colaboradores más destacados de Jacobin América Latina se encuentran Enzo Traverso, Nancy Fraser, Álvaro García Linera, Clara Serra, Slavoj Žižek, Pablo Iglesias Turrión, Íñigo Errejón, Sabrina Fernandes y Claudio Katz.